# Tokiói torony
A Tokiói torony (japánul 東京タワー vagy とうきょうタワー, Hepburn-átírással: Tōkyō tawā) a tokiói Minato városrészben fekvő Siba Parkban épült rádió-, távközlési és kilátótorony, valamint üzletek, szórakozóhelyek és egy sintó szentély is megtalálható benne.
333 m-es magasságával a világ egyik legmagasabb acél tartószerkezete, és Japán második legmagasabb építménye. A tornyot az Eiffel-torony ihlette (annál 11 m-rel magasabb). Repülésbiztonsági okoknál fogva fehér és narancs színre festették.
1958. december 23-án adták át, azóta több mint 150 millió látogatót fogadott. A torony építésének gyakorlati célja a televízió és rádióműsorok zavartalan sugárzása volt. Éjszaka a torony Tokió jellegzetes fénypontja.

## Látványosságok

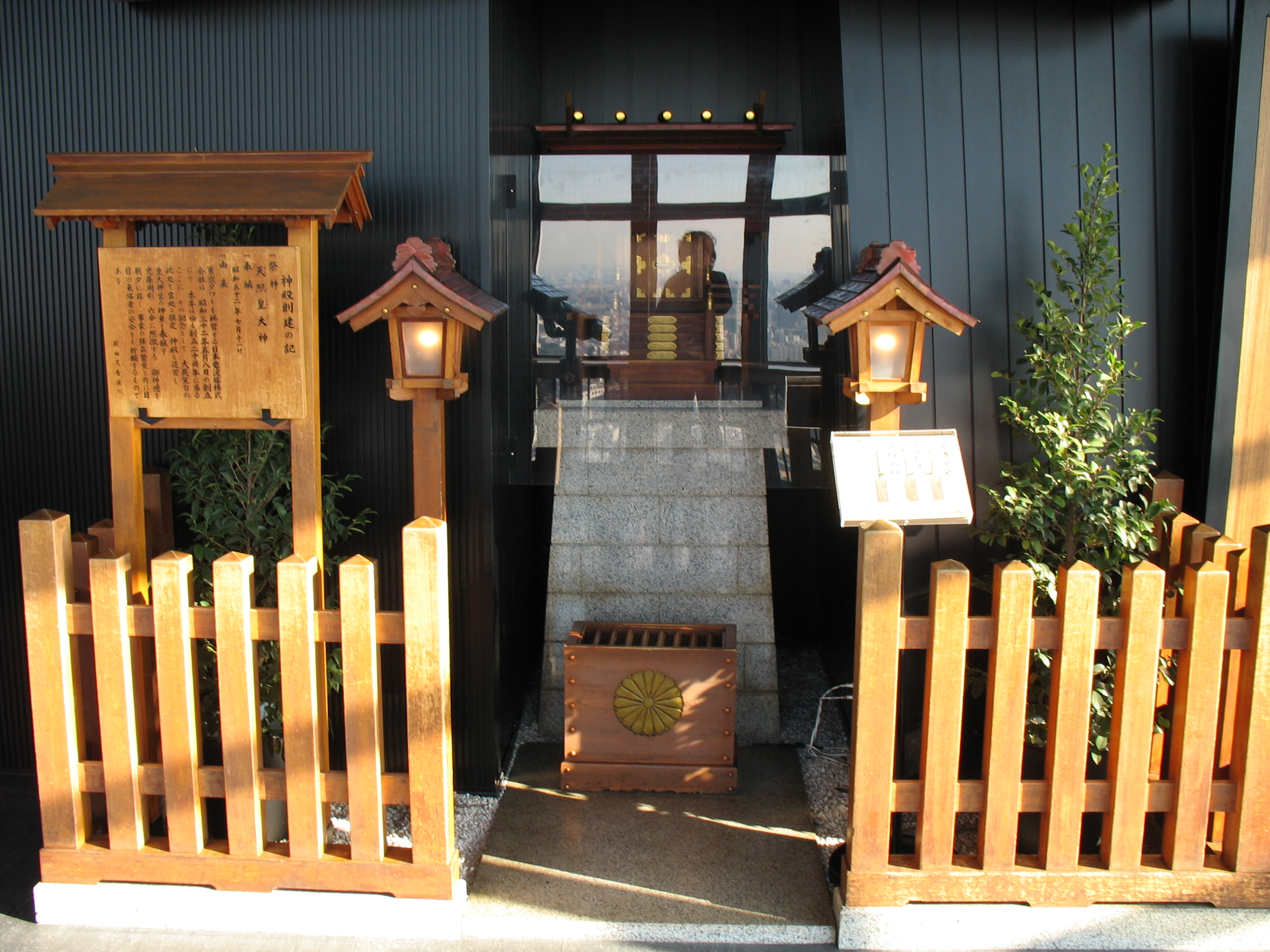
A Sintó szentély a második emeleten található

### FootTown

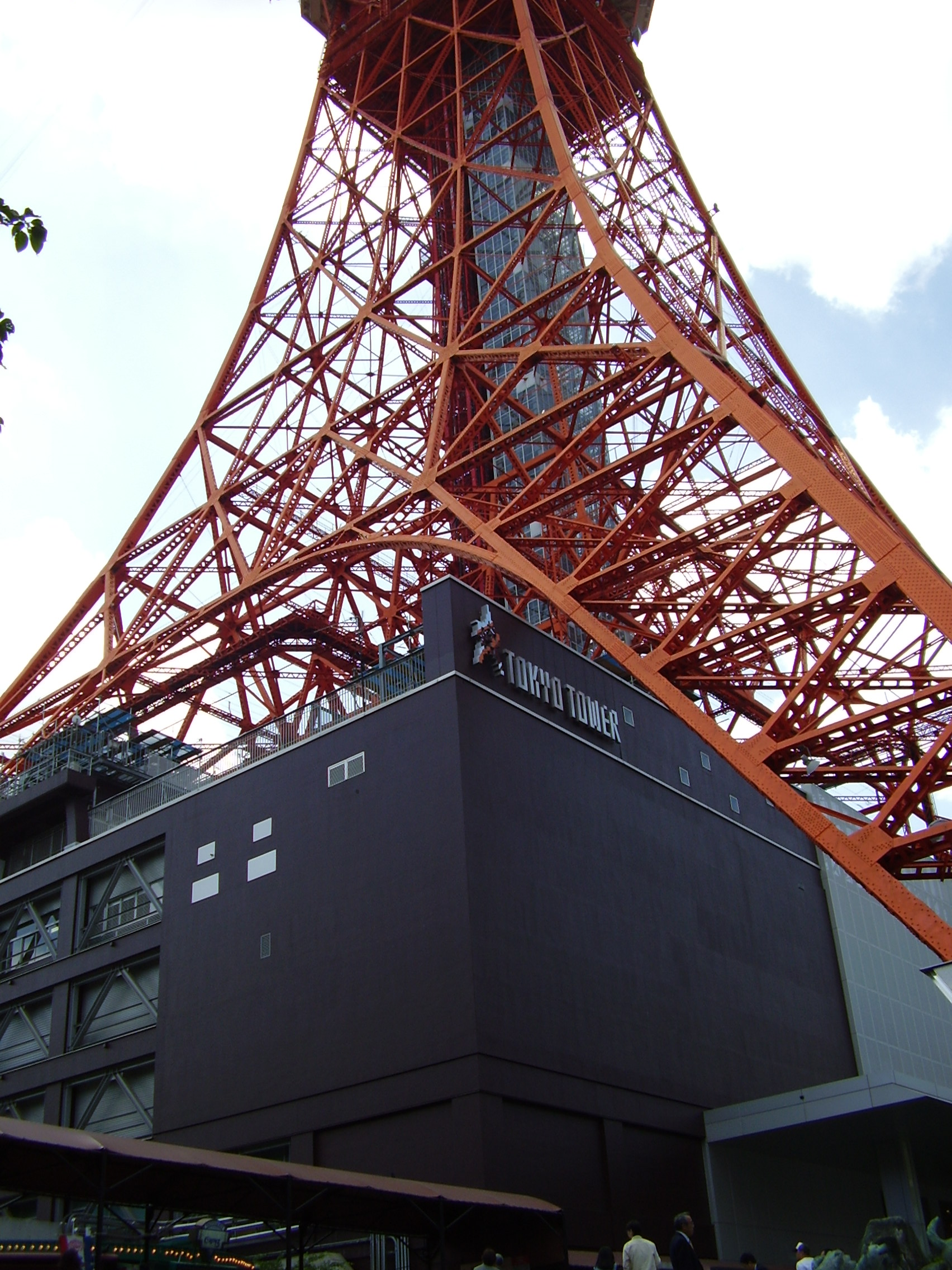
Tokiói torony alapja és az alatta elhelyezkedő FootTown épület

Torony aljában található a 4 emeletes FootTown.
Az első szintjén Akvárium, Galéria, egy 400 fős Torony étterem, valamint a Family Mart kisbolt és ajándékbolt kapott helyet.
A második emelet elsősorban élelmiszer és bevásárló központ. Emellett az épületben működő 5 különálló étteremből 4 itt található, köztük a McDonalds és a Pizza-la.
FootTown harmadik emelete ad otthont Guinness World Records Museum Tokyónak, ahol életnagyságú figurákkal, fotókkal, emléktárgyakkal örökítik meg a hitelesített rekordokat.
A torony viasz múzeuma 1970-ben nyitotta meg kapuit. A londoni panoptikumban készítették, majd hozták ide a figurákat, melyek között egyaránt megtalálhatók vallási szobrok és a popkultúra ikonjai is. Ezen a szinten még egy hologram galéria is helyet kapott, melynek a neve Gallery Delux.
Trükk és művészeti galéria a negyedik, egyben az utolsó emeleten található. Itt optikai csalódásokat okozó festményeket, érdekes tárgyakat tekinthetnek meg a látogatók.
FootTown tetején egy kis vidámpark várja a gyermekeket. A torony két panorámakilátóját többnyire turisták látogatják, melyeket 4 lift vagy a 660 lépcsőfokból álló külső lépcsőházon keresztül közelíthetnek meg.

## Története
1953-ban kezdődött Japánban a televíziós közvetítés. Kanto régiónak szüksége volt, egy toronyra, amely biztosítja a frekvenciák továbbítását. Ekkor született meg egy nagy torony építésének ötlete, mely helyettesíteni tudja a kisebb tornyokat. Idővel a háború utáni gazdasági fejlődés jelképévé is vált a torony.
Az első tervek alapján a torony magassága meghaladta volna az Empire State Building 381 méteres magasságát, mely akkor a világ legmagasabb épülete volt. Azonban anyagi források, és alapanyag hiány miatt ez nem valósult meg. A torony végleges magasságát végül a szükséges hatósugár, és Kanto régió lefedettsége határozta meg.
A tervezésnél nagy figyelmet fordítottak, hogy a földrengéseknek minél jobban ellent tudjon állni. Az antenna hegye megsérült a 2011-es tóhokui földrengés és cunami után a magassága 315 méterre csökkent.
Az építkezés több száz tobi-t (鳶) vonzott. Tobik azok a munkások, akik, a magas épületek építésére szakosodtak. Takenaka vállalat (Corp.) 1957-ben megkezdett munkálatai idején naponta 400 munkás dolgozott az épületen. Vasból, és a koreai háború során megsemmisített tankok fémhulladékából épült.
1958. október 14-én az antenna is felkerült a helyére. Így a Tokiói torony lett a világ legmagasabb szabadon álló tornya, elvéve ezzel a címet a 13 méterrel alacsonyabb Eiffel-toronytól. Annak ellenére, hogy magasabb a súlya viszont 3300 tonnával kevesebb, csak 4000 tonna. 2.8 milliárd yenbe (8,4 millió dollár) került a felépítése. 2000-ben 10 milliárd yenért elzálogosították.
Több torony azóta már meghaladta a Tokiói torony magasságát. 2010. áprilisáig a legmagasabb épület volt egész Japán területén. Azóta viszont a Skytree a legmagasabb (634 m), mely a digitális televíziós átállás lehetőségét biztosította. 1958. december 23-án nyitotta meg a kapuit a nyilvánosság előtt.
A torony tartószerkezete úgy működik, mint egy antenna. 1961-ben különböző műsorszórást biztosító antennát telepítettek ide. Japán média jeleit sugározza, mint az NHK, TBS és a Fuji Television.
Az antenna telekommunikációs szempontból, sokféle, és több funkcióval rendelkezik. A Tokiói torony tagja a World Federation of Great Towersnek. A televízió adások az elsődlegesek, de rádió frekvenciákat erősítő antennát is elhelyeztek a tornyon 1961-be. Így analóg televíziót, digitális rádiót közvetít jelenleg a torony.

## Elhelyezett antennák
- NHK General TV Tokyo (JOAK-TV): VHF Channel 1 (Analog)
- NHK Educational TV Tokyo (JOAB-TV): VHF Channel 2 (Analog)
- NHK Radio FM Tokyo (JOAK-FM): 82.5-MHz
- NHK Radio 1 AM Tokyo (JOAK-AM): 594-KHz
- NHK Radio 2 AM Tokyo (JOAB-AM): 693-KHz
- TV Asahi Tokyo (JOEX-TV): TV Asahi Analog Television/VHF Channel 10 (Analog)
- Fuji Television Tokyo (JOCX-TV): Fuji Television Analog/VHF Channel 8 (Analog)
- Tokyo Broadcasting System Television (JORX-TV): TBS Television/VHF Channel 6 (Analog)
- Nippon Television Tokyo (JOAX-TV): VHF Channel 4 (Analog)
- TV Tokyo (JOTX-TV): VHF Channel 12 (Analog)
- J-WAVE (JOAV-FM): 81.3-MHz
- Tokyo FM (JOAU-FM): 80.0-MHz
- FM Interwave (JODW-FM): 76.1-MHz
- The University of the Air TV (JOUD-TV): VHF Channel 16 (Analog)
- The University of the Air-FM (JOUD-FM): 77.1-MHz
- Tokyo Metropolitan Television (JOMX-TV): VHF Channel 14 (Analog)
- Nikkei Radio Broadcasting Relay Antenna (JOZ-SW): 3.925-MHz

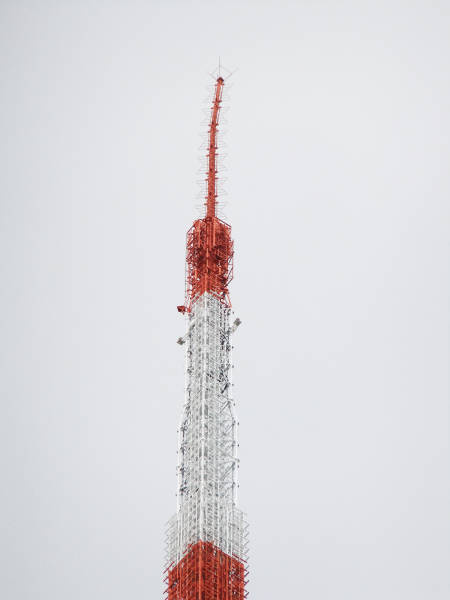
Tokiói Torony csúcsa 2011-es tóhokui földrengés és cunami után

## Funkciói

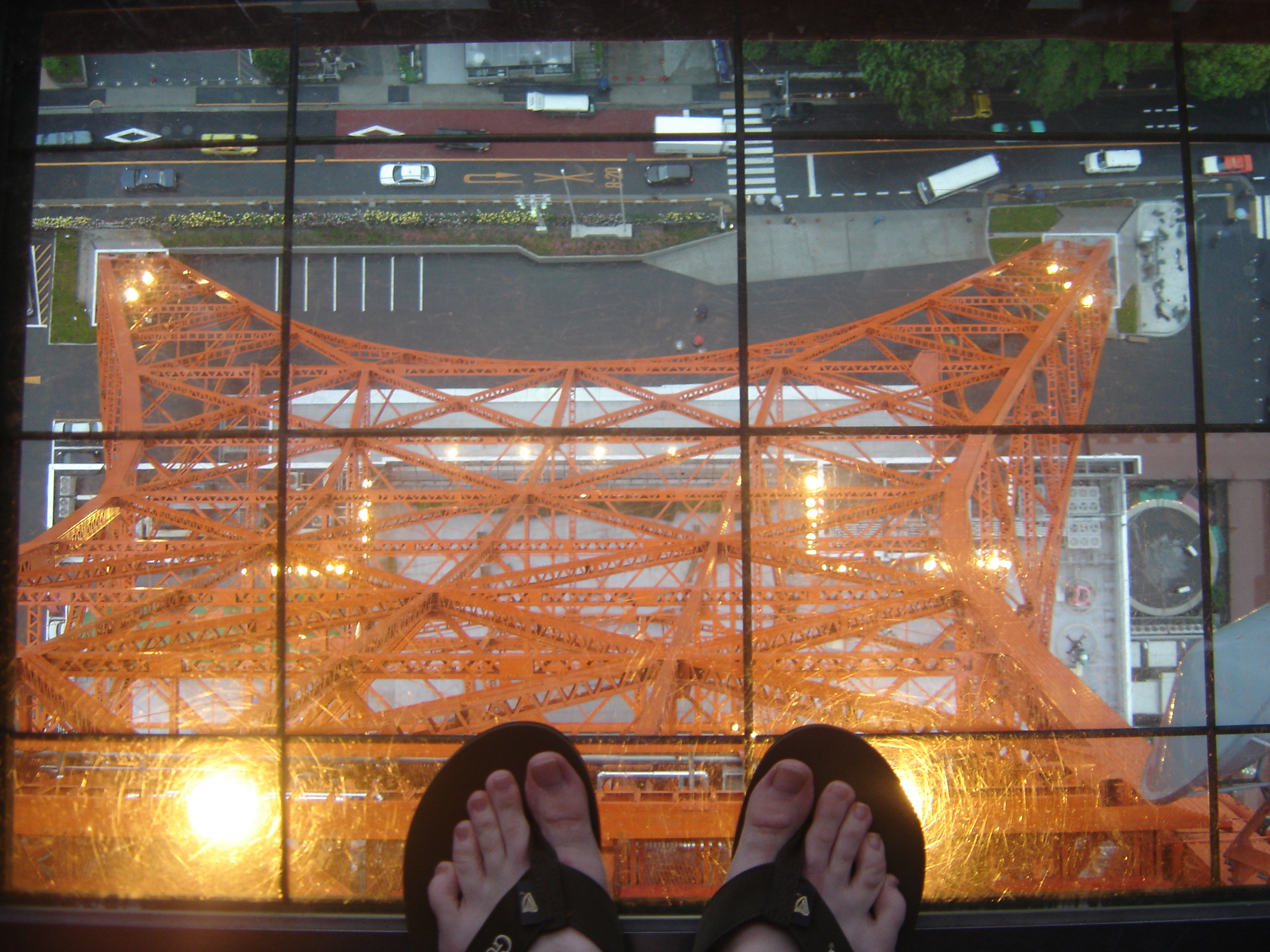
A tokiói torony üvegpadlóját nézve

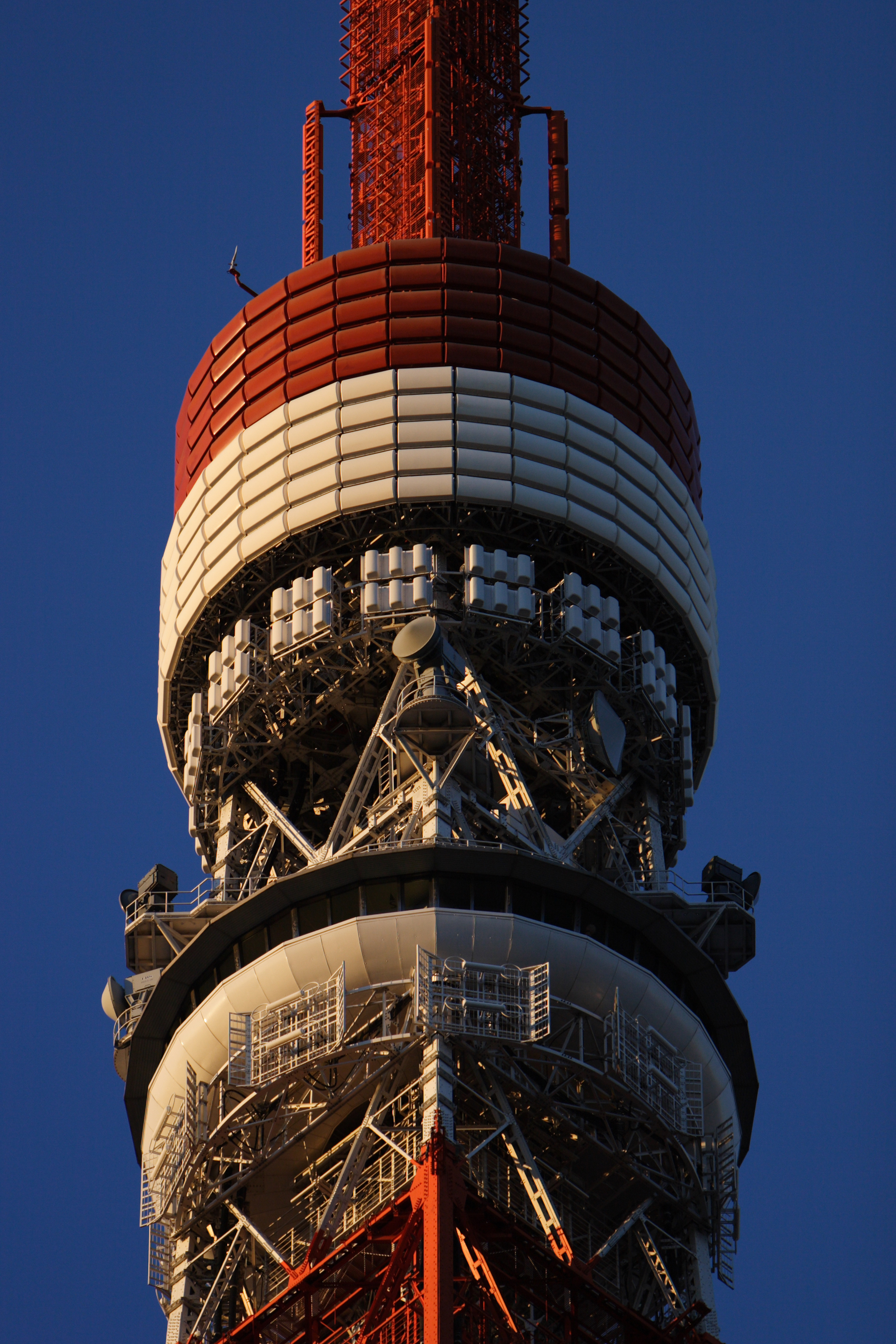
A torony digitális televíziós műsorszóró berendezése közvetlenül a megfigyelőközpont alatt helyezkedik el

A Tokiói torony két fő bevételi forrása a turizmus és antenna lizing (sugárzási díj). 1958 végétől, vagyis átadása óta 150 millió ember látogatta meg az épületet. Látogatottsága azonban folyamatosan csökkent 2,3 millióval 2000-ig. Ahhoz, hogy a tornyot még vonzóbbá tegyék az NHK-ból 5 darab reklám frekvenciát/ adást áthoztak a toronyhoz. Maszahiro Kavada, a torony tervezési igazgatója, azt a lehetőséget vetette fel, hogy a torony a Skytreenek egyfajta „támogatója lesz", segíti a sugárzásban a TV közvetítő cégek szükségleteihez igazodva.

## Karbantartás
Öt évenként újrafestik. A munkálatok egy évig is eltartanak, mire be tudják fejezni. Az újrafestés 28 000 liter festéket igényel, fehér és narancssárga színeket használnak. Ez így megfelel a légi biztonsági előírásoknak.

## Megjelenése

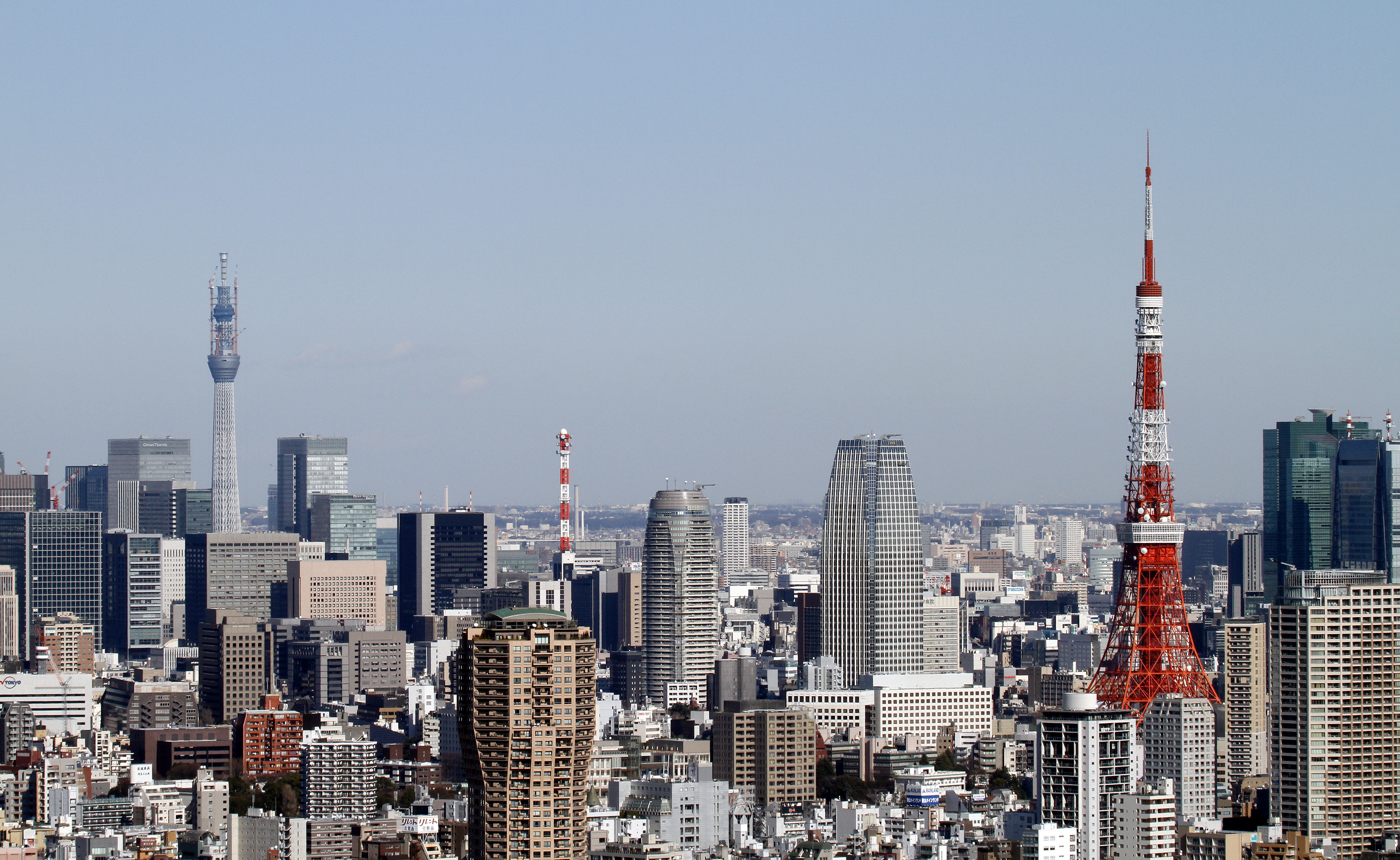
Tokiói torony a Tokyo Skytreevel mely éppen építés alatt.

A jól láthatóságot segíti az épületen elhelyezett világítás is. A torony 30. évfordulója előtt, amely 1987-ben volt, csak kisebb izzókörtékkel világították meg, melyeket a torony oldalának találkozásainál helyeztek el egészen az épület aljától a tetejéig.
1987. tavaszán Nihon Denpató meghívta a híres látványtervezőt, Motoko Isiit, hogy látogassa meg a tornyot. Céljuk az volt, hogy újra Tokió egyik fő turista látványossága legyen a torony. Ezért megtervezték a toronyjelző berendezést. 176 fényvezetőt szereltek fel a torony környékén és magán a tornyon is. Sötétedéstől éjfélig, reflektorok világítanak folyamatosan. Nátrium gőzlámpákat használnak október 2. és július 6. között, hogy a torony megtartsa narancssárga színét. Július 7. és október 1. között megváltoznak a fények színei, és fehér színben kezd el pompázni. A változás okát Isii azzal magyarázta, hogy a narancssárga egy meleg szín, mely segít ellensúlyozni a hideg hónapokat. Ezzel szemben a fehér egy hűvös szín, mely a forró nyári hónapokat segít átvészelni.
Különleges események alkalmával is változik torony világítása. 2000-óta minden október 1-jén rózsaszín pompába tündököl a mellrákra híva fel a figyelmet. Speciális fényekben tündököl karácsonykor, és 1994-óta szilveszterkor is.
Ezen kívül megjelenik az az évszám, amely évben átléptünk, így várják az újévet. Különleges japán eseményekkor, is eltérően van megvilágítva a torony.
2002-ben a FIFA világbajnokság idején kék, 2007-ben szakaszonként zölden világított Szent Patrik napján, hogy megemlékezzenek a japán-ír kapcsolatok 50. évfordulójáról.
276 fény 7 színben egyenletesen megoszlik a torony 4 oldalán. Amikor speciális világítás van a tornyon a fő kilátó gyakran fontos szerepet kap. A második nemzetközi „White Band Day" 2005. szeptember 10. a torony teljesen kialudt, kivéve a Fő kilátó, melyet ragyogó fehér fény világított meg. A fehér gyűrűn, White Band felirat jelent meg így emlékeztek meg erről a napról. A fő kilátónál elhelyezett kétszintes ablakok jelenítik meg a szavakat vagy számokat. Újabban a „Tokió" felirat jelenik meg rajta, így emlékeznek arra, hogy nemsokára Japánba rendezik meg a következő olimpiát.

## Galéria

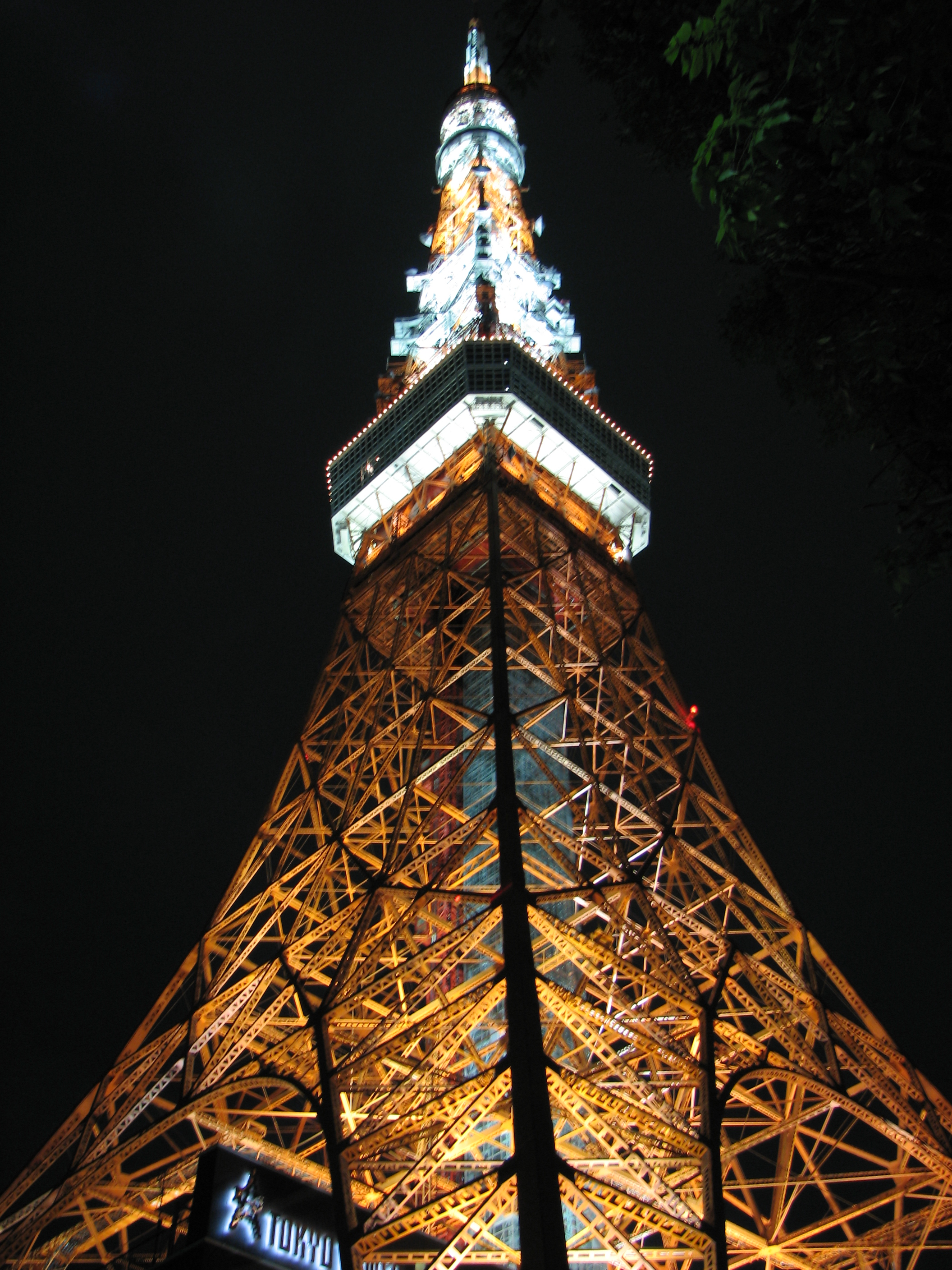
Fehér fény
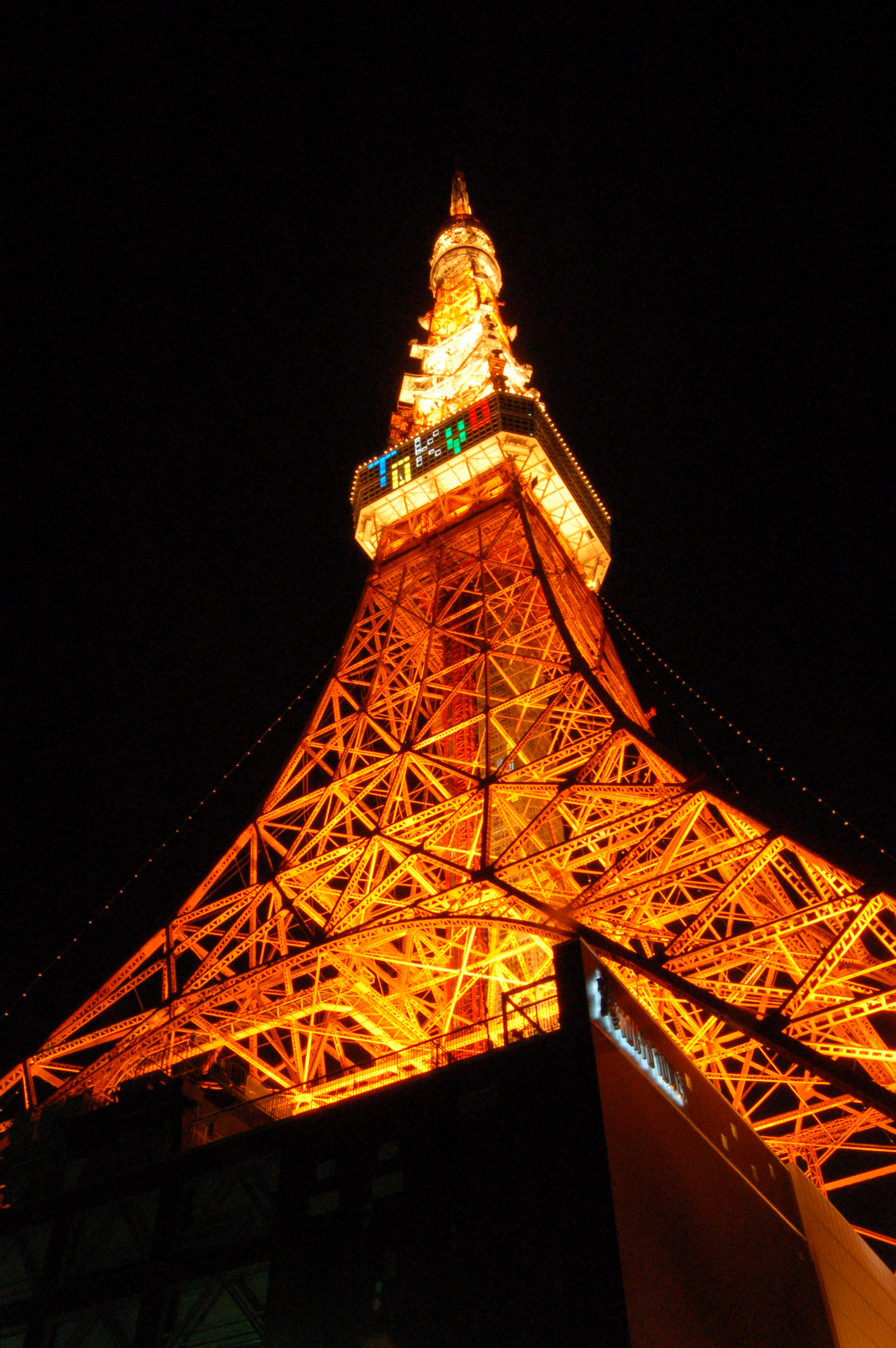
Narancssárga kilátón lévő "TOKYO" és "2016" Tokió Olimpiai pályázat győzelmét szimbolizálja
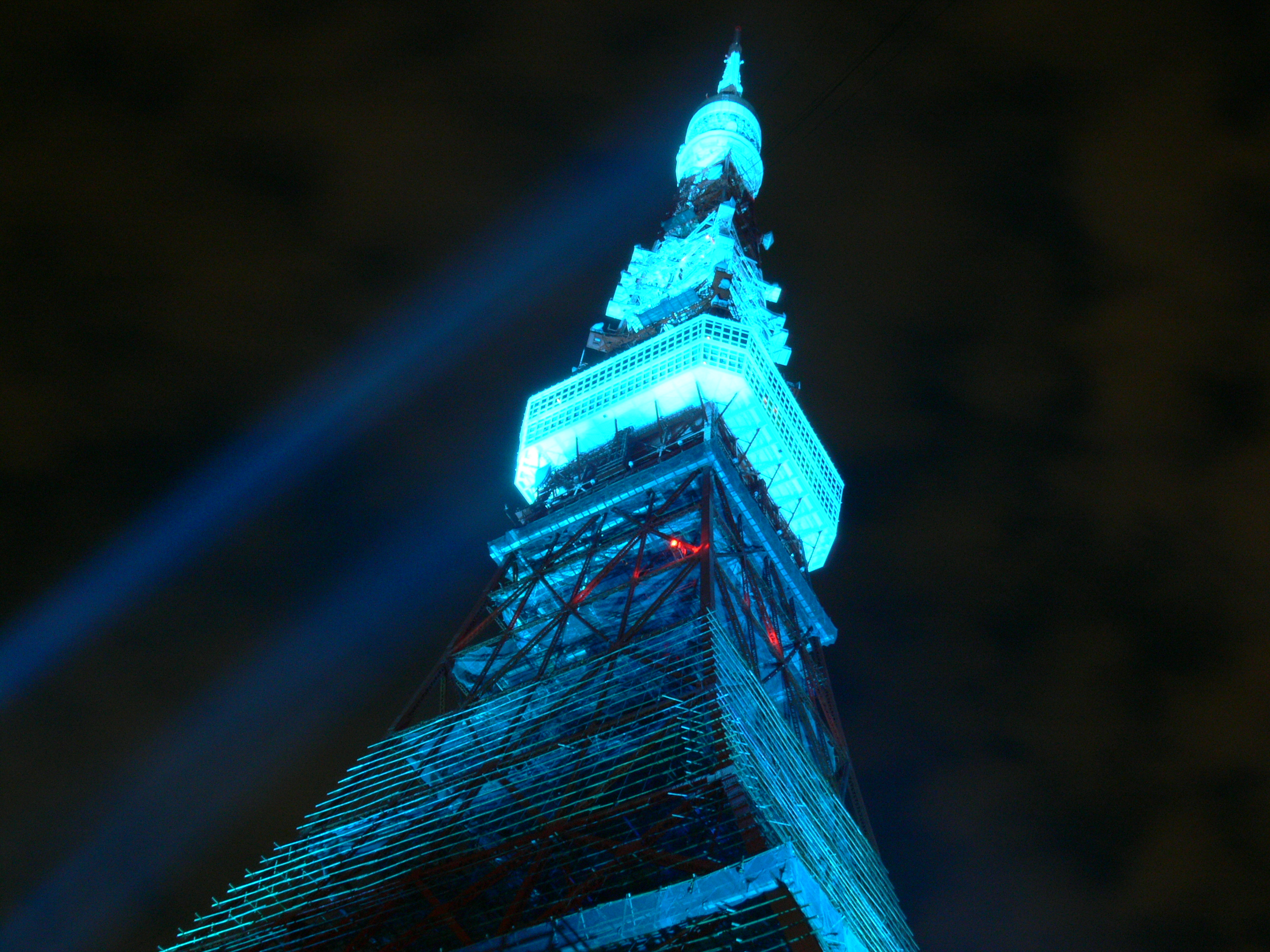
Kék színű világítás diabétesz világnapján
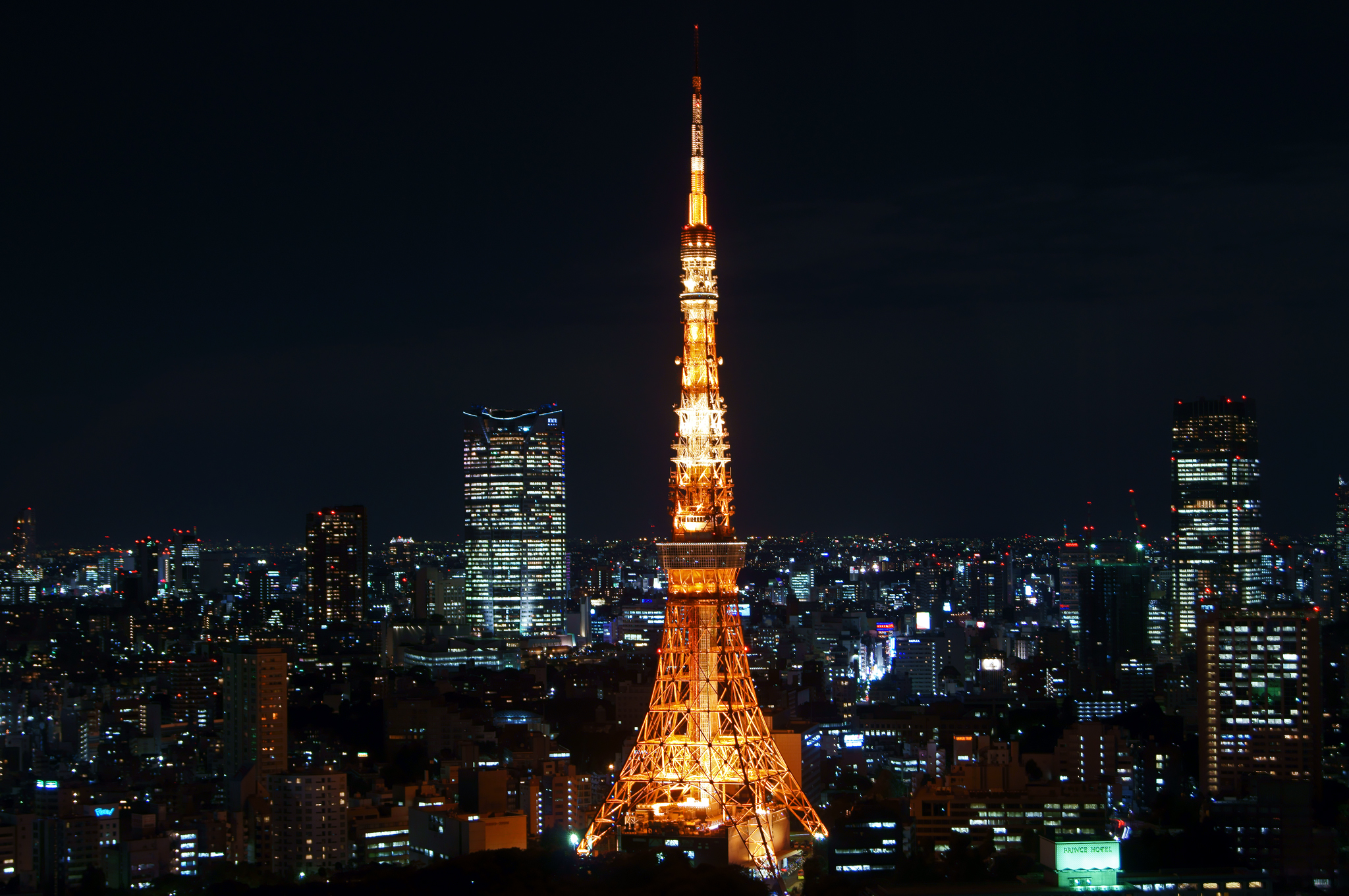
Tokiói torony éjszaka
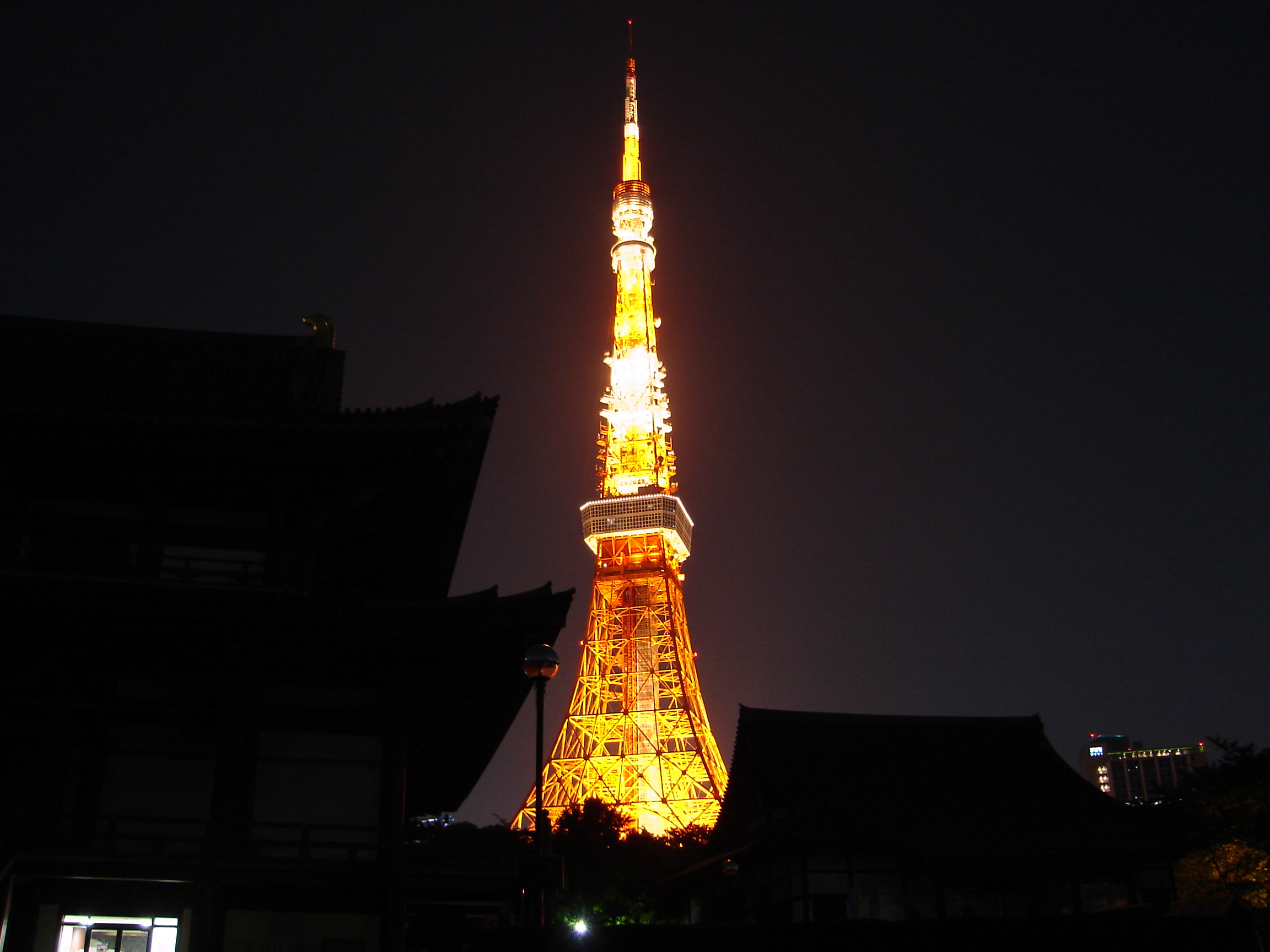
Tokiói torony éjszaka
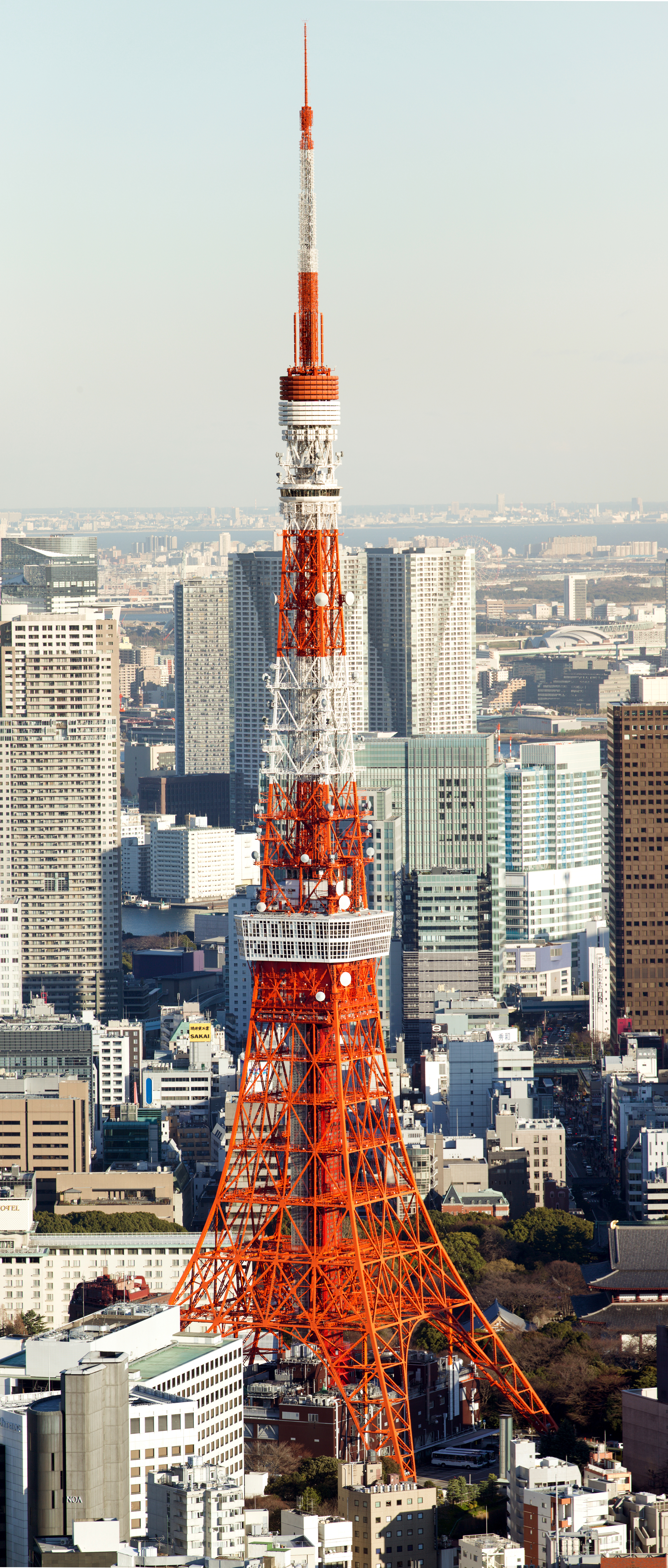
Napközben
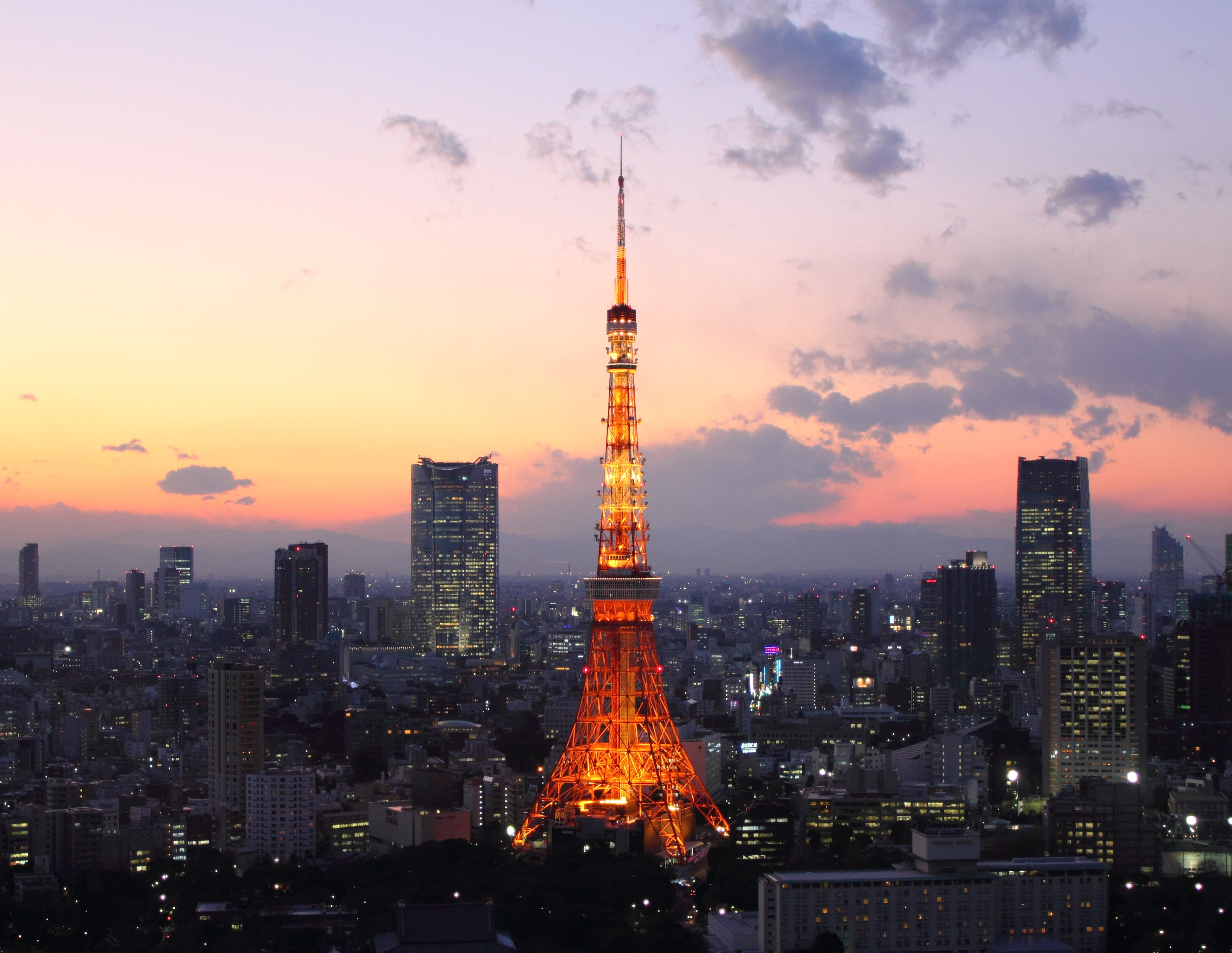
Tokiói torony világításkor
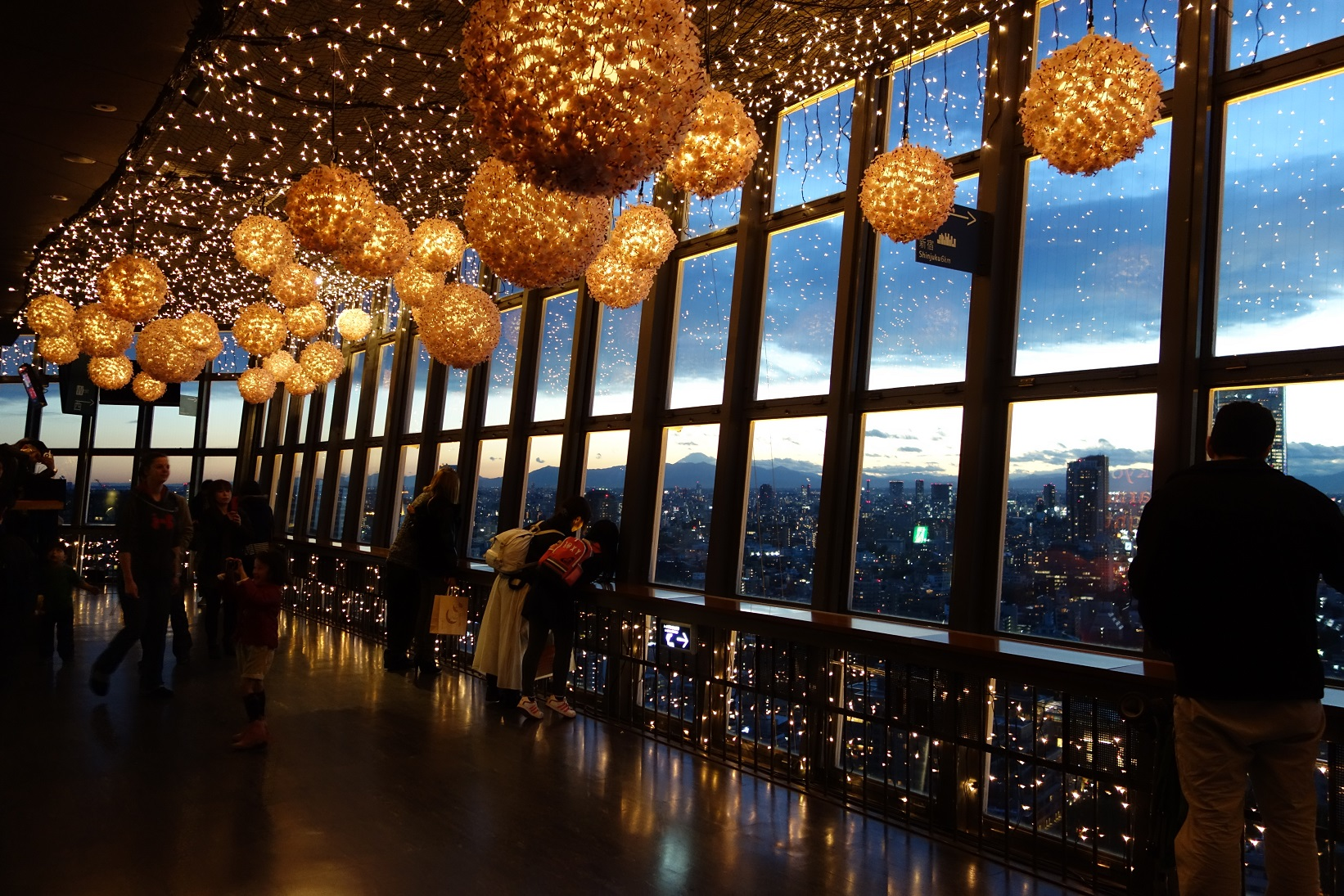
Kilátó
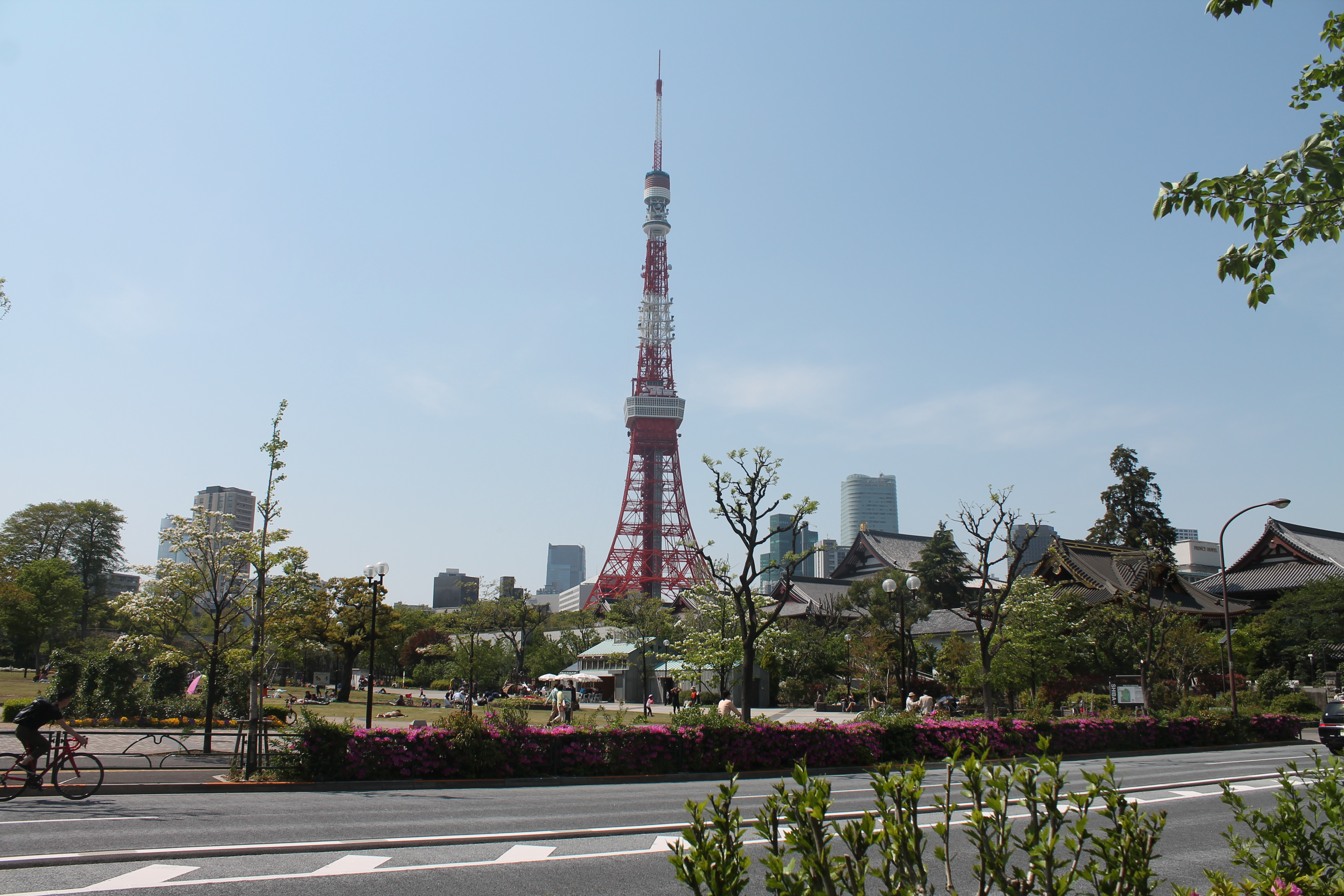
Tokiói torony 2014 áprilisában
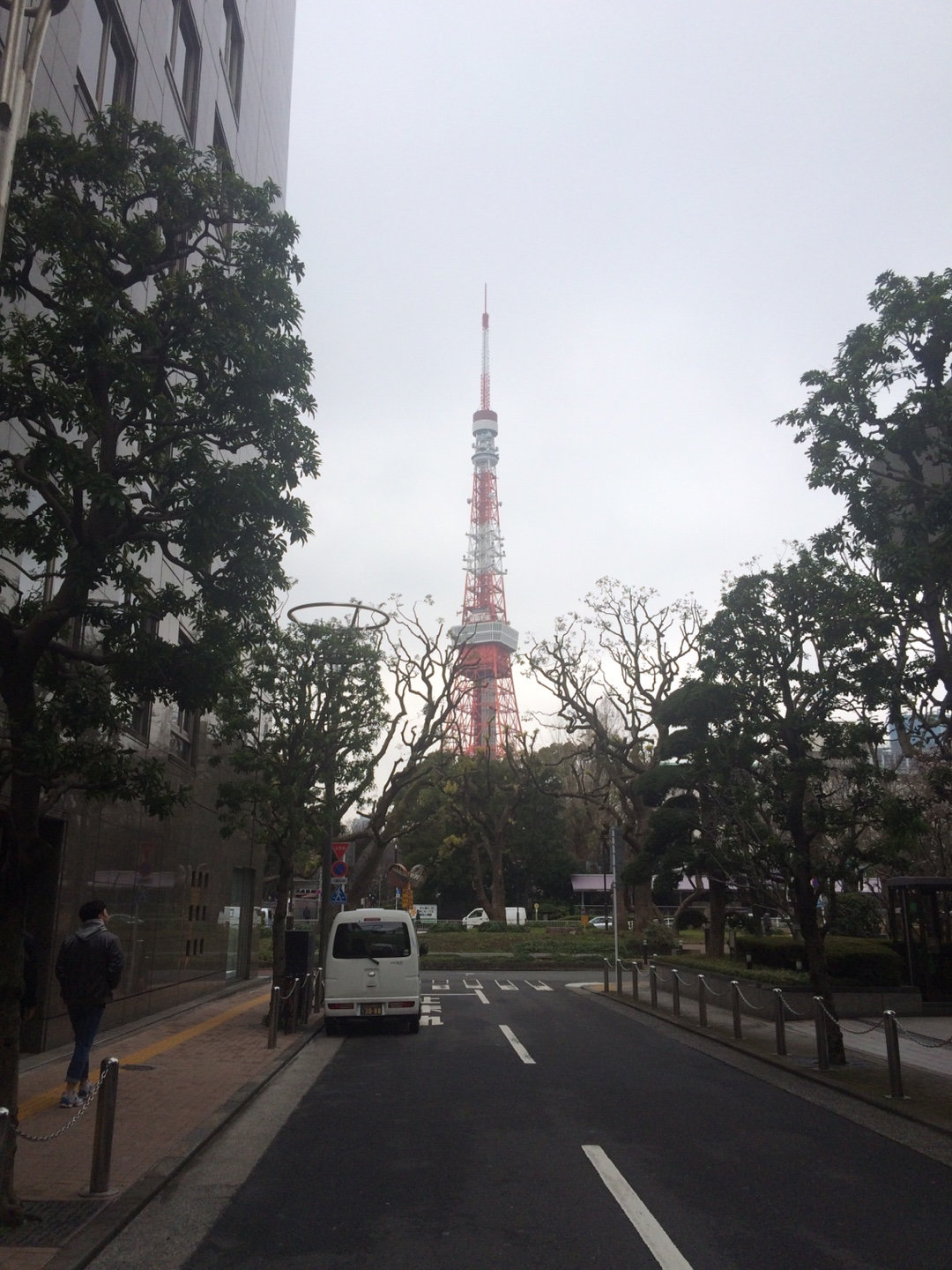
Hiyapark felőli kilátás